# Homosexualität in Peru

Peru

Homosexualität ist in Peru legal; Menschenrechtler beklagen jedoch eine gesellschaftliche Intoleranz gegenüber Homosexuellen. Es besteht weder die Möglichkeit zur gleichgeschlechtlichen Ehe noch zur eingetragenen Partnerschaft.

## Gesetzliche Situation

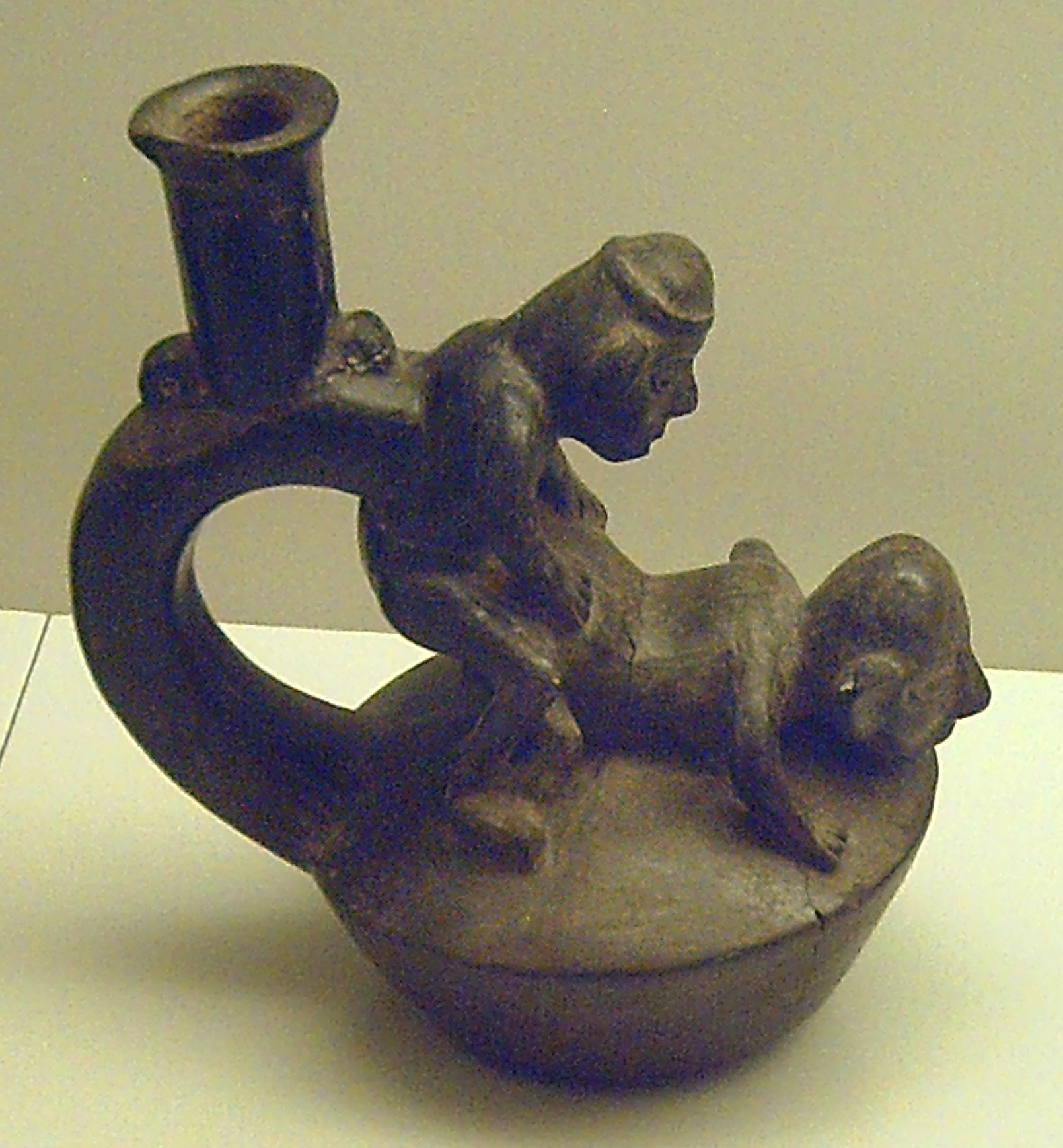
Steigbügelgefäß, Chimú-Kultur (1100–1400 n. Chr.)

Homosexuelle Handlungen sind in Peru seit 1924 legal. Das Schutzalter liegt einheitlich bei 14 Jahren. Allerdings werden Gesetze zum Schutz der "öffentlichen Moral" oftmals gegen Schwule und Lesben angewendet.
Es bestehen Antidiskriminierungsgesetze zum Schutz der sexuellen Orientierung im Arbeits- und Zivilrecht.  Im Dezember 2009 entschied das höchste Verfassungsgericht in Lima, dass homosexuelle Menschen im Militär und in der Polizei Perus ihre Orientierung nicht verheimlichen müssen, um ihren Dienst leisten zu können. Staatlicherseits werden gleichgeschlechtliche Paare weder in Form der gleichgeschlechtlichen Ehe noch in Form einer eingetragenen Partnerschaft anerkannt. Ab 2013 wurde im Parlament von Peru ein Gesetzentwurf zur Einführung einer Eingetragenen Partnerschaft beraten, dieser scheiterte im März 2015.

## Gesellschaftliche Situation
Im Vergleich zu den südamerikanischen Staaten Brasilien oder Argentinien ist die LGBT-Community in Peru eher klein. Sie findet sich vorwiegend in der peruanischen Hauptstadt Lima. Die Gründung der Organisation Movimiento Homosexual de Lima (MHOL) in den 1980ern hat einen leichten Wechsel in der Art, wie Homosexualität in den Medien dargestellt wurde, herbeiführen können. Bei der ersten Gay-Pride-Parade in Lima im Jahr 2002 trugen Demonstranten Gesichtsmasken, um auf die Intoleranz der peruanischen Gesellschaft aufmerksam zu machen.
Die stark von der römisch-katholischen Kirche beeinflusste peruanische Gesellschaft droht bekannten LGBT-Personen mit Verfolgung in der Öffentlichkeit. 2009 gab MHOL bekannt, dass es in Peru seit 2005 zu 470 Todesfällen aufgrund von Hate crimes, die durch Homophobie motiviert waren, gekommen sei. Das Profil der Opfer sei typischerweise „ein im Schrank lebender Mann über 40 Jahre sowie Transvestiten“.